# Francesco Zane

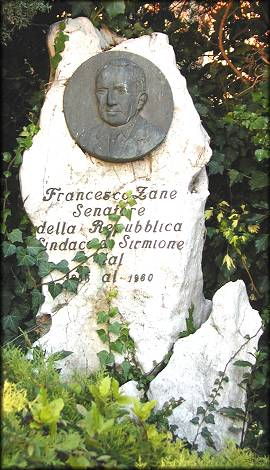
Monumento in ricordo di Francesco Zane, situato in Piazzale Europa a Sirmione (BS)

Francesco Zane (Salò, 30 agosto 1898 – Salò, 5 febbraio 1971) è stato un politico italiano, per quattro mandati senatore della Repubblica.

## Biografia
Nativo di Salò, in provincia di Brescia, da Angelo Zane e Giuseppina Curami, studia ragioneria e parallelamente s'impiega giovanissimo come organizzatore commerciale della Cedrinca, azienda della città natale attiva nel settore dolciario, di cui poi diventa titolare nel 1933.
Chiamato alle armi, si arruola nei bersaglieri e combatte nella prima guerra mondiale.
Nel dopoguerra s'impegna nelle sezioni gardesane dell'Azione Cattolica Italiana (di cui diviene dirigente) e aderisce al Partito Popolare di don Luigi Sturzo.
L'11 ottobre 1924 sposa l'insegnante Elisa Franzosi, dalla quale avrà 8 figli (tra i quali il regista Angio Zane). Poco prima, in occasione delle elezioni politiche, la sua opposizione al nascente regime fascista gli era costata l'allontanamento dal territorio gardesano.
Dopo l'8 settembre 1943 milita attivamente nella Resistenza bresciana con le formazioni delle Fiamme Verdi operanti in Valle Sabbia. Arrestato nel marzo del 1945, viene tradotto nelle carceri della Repubblica Sociale insieme alla sorella Maria e al figlio Pippo.
Uscito di prigione, dopo la Liberazione s'iscrive alla Democrazia Cristiana e ne diviene uno dei protagonisti in ambito gardesano: è eletto sindaco di Limone sul Garda dal 1952 al 1956, di Sirmione dal 1956 al 1960, di Salò dal 1960 al 1970.
Parallelamente viene eletto senatore della Repubblica nelle liste democristiane per le prime quattro legislature consecutive del nuovo regime: siede infatti ininterrottamente a Palazzo Madama dal 1948 al 1968. Tra i vari incarichi ricoperti, nella III legislatura è vice-presidente della commissione permanente lavoro e previdenza sociale.
Muore improvvisamente a Salò il 5 febbraio 1971.